# فیلیپ سایس
فیلیپ سایس (به انگلیسی: Philip Sayce) گیتارنواز، خواننده، ترانه‌سرا، مجری و تهیه‌کننده زاده ولز کانادایی-آمریکایی است.

## زندگی
سایس در آلبرستویث به دنیا آمد، خانواده او زمانی که او دو ساله بود به کانادا نقل مکان کردند و او در تورنتو بزرگ شد. والدین او، کنت و شیلا، به موسیقی اریک کلاپتون، رای کودر و دایر استریتس و دیگران گوش می‌دادند. عشق والدینش به موسیقی باعث عشق او به گیتار شد. پانزده ساله بود که در اولین گروه خود نواخت. سایس و بهترین دوستش، درامر کاسیوس پریرا، در طول دبیرستان با هم در گروه‌هایی می‌نواختند و تمرین گروه را در زیرزمین‌های خود برگزار می‌کردند. سبک سایس تحت تأثیر جیمی هندریکس و استیوی ری وان است که مرگ او در اوت ۱۹۹۰ بر این گیتاریست جوان تأثیر گذاشت.

## حرفه
سایس به‌سرعت به‌عنوان یک گیتاریست نوجوان از طریق کنسرت‌های منظم خود در کلوپ‌های تورنتو به شهرت رسید و به تدریج طرفداران خوبی پیدا کرد. سایس به همراه همسرش به لس آنجلس نقل مکان کرد تا حرفه موسیقی خود را گسترش دهد.
سایس در سال ۲۰۱۵ پس از اینکه استیو واکسمن، معاون وارنر، موسیقی او را در حین پخش آهنگ‌ها در اسپاتیفای کشف کرد، با وارنر موزیک کانادا قرارداد امضا کرد.